# Banu Múnqidh
Els Banu Múnqidh o munqídhides foren un clan àrab nòmada de Síria, de la fracció dels Banu Kinana o kinanites, del gran grup dels kalbites o Banu Kalb, que va tenir un paper destacat al territori durant els segles xi i xii, dominant Xaizar entre 1081 i 1157.

## Història
Els Banu Múnqidh con tots els kalbites pertanyien a l'anomenada facció iemenita però a diferència d'altres iemenites (que estaven establerts a la zona de Damasc) ells estaven establerts al nord de Síria, als districtes a l'est de l'Orontes. El primer membre conegut fou Aki ibn Mundikh ibn Nasr al-Kinani que fou fet presoner pels romans d'Orient en una batalla lliurada el 960, però no comencen a ser considerats una força apreciable fins després de la conquesta d'Alep per Sàlih ibn Mirdàs el 1024. Sàlih va cedir el districte de Xaizar en iqtà al seu aliat al-Muqàl·lad ibn Nasr ibn Múnqikh; no obstant la fortalesa de Xaizar estava llavors en mans dels romans d'Orient, i el clan es va establir a Kafartab, que no se sap quan havia passat a les seves mans.
A la mort del xeic el 1059 el va succeir el seu fill Said al-Mulk Ali, que va conservar l'aliança paterna amb els mirdàsides, però cada cop menys fou un client per esdevenir un àrbitre i així el 1076 Sadid-al-Mulk Alí ibn Muqàl·lad ibn Múnqidh dels Banu Múnqidh fou el que va imposar la successió del príncep Sàbiq ibn Mahmud. El 1080 va contribuir al final de la dinastia i l'entrega d'Alep a l'uqàylida de Mossul, Múslim ibn Qurayx. El 1081 va construir un castell anomenat Qàlat al-Jisr (Castell del Pont) que controlava un pont essencial a l'Orontes, amb el qual va aïllar la població i fortalesa de Xaizar del seu rerepaís i va poder així conquerir la mateixa Xaizar, que estava en mans del bisbe d'al-Bara representant nominal de l'Imperi Romà d'Orient.
A la seva mort el 1082 dominava a més de Xaizar, Kafartab, Apamea (Afamiya), el port de Latàquia (al-Ladhakiyya) i diverses pobles més petits. Posteriorment, enfrontats a massa poders exteriors molt superiors, van perdre molts territoris però van conservar sempre Xaizar. El successor fou el seu fill gran Nasr ibn Ali, que va haver d'enfrontar la conquesta seljúcida de Síria; va ser acomodatici amb els seljúcides la supremacia dels quals va reconèixer i el 1086/1087 va cedir Kafartab, Apamea i el port Latàquia. al sultà Malik-Xah I, a canvi de ser confirmat com emir de Xaizar. Aliat amb el seljúcida Tútuix I d'Alep, va poder recuperar les poblacions cedides el 1091, però el 1096 va perdre definitivament Kafartab i Apamea davant de Khalaf ibn Mulaib, que havia estat emir d'Homs fins al 1090/1091 quan fou eliminat per Tútuix, i que des de llavors fou una font constant de lluites.
A la seva mort el 1098 Nasr va deixar com a hereu el seu germà Murshid ibn Ali però aquest va renunciar i la successió va passar a un tercer germà, el més jove, Sultan, governador de Latàquia. Va haver de mobilitzar als Banu Múnqidh, que havien esdevingut nombrosos, contra els croats i la secta dels assassins, i comptava amb l'aliança de part o tots els kinanites i de la milícia de la població de Xaizar, a més de diversos mercenaris kurd i mamelucs turcs que sempre els foren lleials. El 1110/1111 Xaizar fou atacada pels francs d'Antioquia manats per Tancred d'Hauteville, que va construir un castell a l'altre costat del riu, a Tall Ibn Mashar. El 1114 els assassins van atacar per sorpresa Xaizar aprofitant que l'emir i la seva família i principals clients estaven absents en una cerimònia religiosa dels seus súbdits cristians; però foren rebutjats després d'un combat ferotge. El 1115 una coalició de francs (croats de Roger d'Antioquia) i musulmans (Dhàhir-ad-Din Tughtikín de Damasc i Ilghazi de Mardin) que s'havia format per defensar Síria contra el governador de Mossul, van assetjar la ciutat. També hi va haver atacs dels governadors turcs d'Homs i d'Hamat, que no obstant foren poc constants. A la pujada de Zengi al poder, Sultan ibn Ali no va trigar a reconèixer-se com el seu vassall. El 1133 Shams al-Muluk Ismail de Damasc va assetjar Xaizar breument. El 1138 els romans d'Orient, sota l'emperador Joan II Comnè van atacar Xaizar i la milícia local va defensar altre cop amb èxit la ciutat. El 1141 els assassins es van apoderar de la fortalesa de Masyaf, que va esdevenir un dels principals castells ismaïlites de Síria.
Sultan ibn Ali va morir el 1154 i el va succeir el seu fill Tadj al-Dawla Muhammad. L'agost del 1157 Xaizar fou destruïda per un terratrèmol que va matar a la major part dels dirigents del clan reunits en un banquet en un edifici que es van enfonsar. Només l'esposa de Tadj al-Dawla es va lliurar de la mort. Per impedir la conquesta pels croats, el zengita Nur-ad-Din Mahmud va córrer a Xaizar i en va agafar la possessió, la va restaurar i la va cedir al seu germà de llet Madjd al-Din ibn al Daya. Vegeu Banu l-Daya.
Posteriorment alguns membres del clan que van sobreviure van tenir algun paper a la història:
- Ussama ibn Múnqidh
- Al-Mubàrak ibn Kàmil
- Hittan ibn Kàmil
- Jamal-ad-Din Ismaïl ibn al-Mubàrak
- Abd-ar-Rahman ibn Muhàmmad ibn Múrxid.

## Llista d'emirs
- Muqàl·lad ibn Nasr 1025-1059
- Sadid-al-Mulk Alí ibn Muqàl·lad 1059-1082
- Nasr ibn Alí 1082-1098
- Múrxid ibn Alí 1098
- Abu-l-Àsjar Sultan ibn Alí 1098-1154
- Taj-ad-Dawla Muhàmmad ibn Sultan 1154-1157